# مونت واشينغتون (ماساتشوستس)
مونت واشينغتون (بالإنجليزية: Mount Washington, Massachusetts)‏ هي معلم جغرافي تقع في الولايات المتحدة في مقاطعة بيركشاير (ماساتشوستس). يقدر عدد سكانها بـ 167 نسمة ومساحتها 57.9 كم2 و وترتفع عن سطح البحر 497 متر.